# Alepis
Alepis is een geslacht van halfparasieten uit de familie Loranthaceae. Het geslacht telt een soort die voorkomt in Nieuw-Zeeland.

## Soorten
- Alepis flavida (Hook.f.) Tiegh.